# Vocativ
Vocativ é uma empresa de mídia e tecnologia fundada por Mati Kochavi em 2013. O site gera conteúdo original utilizando tecnologia privada de mineração de dados para explorar a deep web. Em 2017, a empresa anunciou que pararia de publicar histórias em texto para focar exclusivamente em conteúdo em vídeo.

## Operações e gestão
Vocativ foi lançada em 2013, com um time de aproximadamente 60 escritores de notícias, editores e produtores recrutados de empresas como NBC News, Guardian US, The Daily Beast, Storyful, Salon, NPR, CNN e Reuters.
Em 2015, Vocativ introduziu um sistema de liderança descentralizada entre o diretor de operações e o diretor de conteúdo. Eles recebem conselhos de um comitê executivo. No mesmo ano, Vivian Schiller foi contratada para presidir o comitê, reorganizar seus membros e redefinir as estratégias de conteúdo e distribuição.
Como parte de sua reorganização, Vocativ anunciou que cobriria várias áreas principais: Segurança nacional e tecnologia, cultura e identidade e notícias em tempo real e justiça criminal. Cada uma das áreas é liderada por um editor sênior e conta com um time multidisciplinar de escritores, produtores de conteúdo em vídeo, analistas de dados, peritos em desenvolvimendo de audiência e editores. Eles também criam conteúdo especificamente para redes sociais e parcerias em vídeo, como o MSNBC. Em fevereiro de 2015, Vocativ planejava aumentar seus funcionários entre 25% e 30% até o próximo ano. O diretor de conteúdo Gregory Gittrich, ex-editor da NBC News Digital, era o responsável pelos times de conteúdo e produção e dados.
Seu escritório está localizado na Sétima Avenida, Nova Iorque, próximo da Estação Pennsylvania, e está completamente equipado como um estúdio de televisão digital. Em 2013, havia cerca de 60 empregados em Nova Iorque e 30 em Tel Aviv.
Vocativ planejava usar sua tecnologia, perícia em dados e histórias originais para monetizar seu conteúdo através de acordos com canais de televisão, licenciamento de conteúdo e sindicalização. A empresa afirmou que não venderia ou licenciaria seu software de rastreamento de dados. Em janeiro de 2015, seu site oficial não incluia nenhuma publicidade.
Em junho de 2017, Vocativ demitiu todo o time editorial e anunciou que focaria estrategicamente em conteúdo em vídeo, que seria distribuído em "canais e plataformas sociais, além de parcerias com redes de televisão, OTTs e outros".

## Tecnologia

### Verne
Os jornalistas e analistas da Vocativ trabalham em time para realizar buscas e análises da deep web atrás de histórias em potencial. Para isso, é usada uma ferramenta de dados adaptada da tecnologia OpenMind da 3i-MIND chamada "Verne". Originalmente, a ferramente foi criada para o uso empresarial, mas foi modificada para coletar notícias em fóruns públicos, banco de dados, documentos, registros públicos, redes sociais, bate-papos, comércio online, etc. Tecnologias similares são usadas em coleta de dados para serviços de inteligência, mas a Vocativ não acessa conteúdo com qualquer grau de proteção de privacidade.

### Social Map
Em março de 2015, durante o Festival Interativo SXSW, a Vocativ lançou o Social Map (mapa social em inglês), uma plataforma visual de narração de histórias alimentada pela Verne. Ela permite que os usuários busquem informações específicas de uma localização, como tweets, fotos no Instagram e vídeos no YouTube. A plataforma disponibiliza a informação bruta e feeds de notícias que passaram por uma curadoria.

### VOTR
Em 2014, a Vocativ lançou o aplicativo VOTR, que, de acordo com a Gigaom, tenta conectar eleitores millennials com políticos. De acordo com o site, VOTR é "uma tentativa inovadora de usar tecnologias novas — e inovações tecnológicas sociais, como o design do Tinder — para contar uma história. Não sabemos se a abordagem de arrastar para a direita e esquerda é tão efetiva para uma eleição quanto para namoros, mas talvez a VOTR seja mais transparente com seus números no futuro".

## Matérias notáveis
Em janeiro de 2015, a Vocativ foi a primeira organização de notícias a descobrir, verificar e publicar o vídeo do atirador em uma mercearia em Paris jurando lealdade ao Estado Islâmico após o massacre do Charlie Hebdo. A Vocativ também localizou a mãe de Dzhokhar Tsarnaev, um dos responsáveis pelo atentado de Boston em 2013, e a entrevistou após o fim de seu julgamento em abril 2015.[carece de fontes?]
Em abril de 2015, Vocativ descobriu imagens divulgadas por apoiadores do Estado Islâmico de outdoors listando regras para ser uma "boa mulher muçulmana". Entre as regras, estava o uso de uma burca que cobre o rosto inteiro com uma malha que fica em frente aos olhos, que é obrigatória dentro do Talibã. Alguns dos outdoors continham frases como "a mulher muçulmana é a rainha do seu lar", como uma tentativa de empoderamento das exigências. Em outra história publicada no mesmo mês, foi levantado que 45% da propaganda do Estado Islâmico focava em problemas do dia-a-dia, como polícia de trânsito, caridade, o sistema legal, saúde e agricultura. As histórias do Estado Islâmico produzidas pela Vocativ foram citadas em artigos do The Washington Post e The Christian Science Monitor.
Vocativ também produz histórias baseadas em coleta de dados com temas como receitas de blockbusters hollywoodianos, classificações entre cidades americanas, Grammy Awards, Academy Awards e discursos presidenciais.

## Televisão e vídeo
Vocativ produziu pequenos documentários para o Morning Joe e outros programas da MSNBC como parte de uma parceria com a NBCUniversal News anunciada em fevereiro de 2014. Os segmentos incluiam reportagens exclusivas terroristas sendo recrutados no maior resort da Tunísia, as armas de Gadhafi sendo vendidas no Facebook na Líbia e uma exploração por Alepo, quando a cidade foi declarada como a mais destruída pela guerra do mundo. Cada segmento incluia detalhes, personagens e tendências que eram capturadas com inteligência de dados.
Em 2013, o Vocativ produziu um documentário sobre o Centro Financiero Confinanzas, também conhecido como Torre de David, um arranha-céu de Caracas, Venezuela, que se tornou uma favela. Durante a crise bancária de 1994, o governo tomou o controle do prédio, e ele não funciona desde então. Não há elevadores, eletricidade, água, corrimões, janelas e até paredes, em alguns andares. A falta severa de moradia no país levou que em outubro de 2007 houvesse uma ocupação no prédio. O time da Vocativ dirigiu com motos até o décimo andar, mas precisou andar o resto do caminho.
Em novembro de 2015, a Showtime anunciou que comprou oito episódios para uma série que se chamaria Dark Net. Ele seria focado nos aspectos mais obscuros da Dark Net, como biohackeamento, vício em pornografia, troca de sexo por webcam, sequestro virtual, guerra digital e seitas online. 

## Prêmios
O documentário "Tower of David" (Torre de Davi) recebeu em 2014 dois Telly Awards nas categorias de "Internet/Vídeo Online - Política/Comentário" e "Internet/Vídeo Online - Notícias" e dois Webby Awards nas categorias "Notícias & Política: Episódio individual" e "Melhor uso de fotografia".
Em 2015, Vocativ ganhou um Edward R. Murrow Award na categoria "Reportagem: Hard News" pela história "China's Abandoned Babies" (Os bebês abandonados pela China). No mesmo ano, foi um "Homenageado Oficial" do Webby Awards pelas histórias “Father. Photographer. Child Pornographer?” (Pai. Fotógrafo. Produtor de Pornografia Infantil?) e “How A Mafia Drug War Caused A Cancer Spike”. (Como a Guerra as Drogas da Máfia Causou uma Alta Incidência de Câncer).[carece de fontes?]
Em 2015, Vocativ recebeu um investimento de US$ 35 mil do Knight Prototype Fund pelo aplicativo Dataproofer, que ajuda jornalistas a avaliar a confiabilidade de dados.
Em 2015, a jornalista da Vocativ Sarah Kaufman recebeu o Front Page Award na categoria "Spot News" pela história  “Boston Bomber’s Mother: My Son Is In ‘The Claws Of A Predator’” (A Mãe do Bombeador de Boston: Meu Filho nas 'Mãos de um Predador').

## Controvérsias
Em 2017, o jornalista Evan Engel demitiu-se publicamente da Vocativ afirmando que seus superiores o impediram de publicar uma matéria sobre abuso policial que teria sofrido durante um protesto contra o presidente Donald Trump.